# برزوی (رومانی)
شهر برزوی (به رومانیایی: Brezoi) در شهرستان ولچه در کشور رومانی واقع شده‌است. جمعیت این شهر ۷٬۵۸۹ نفر  است.